# Joan Nieuhof

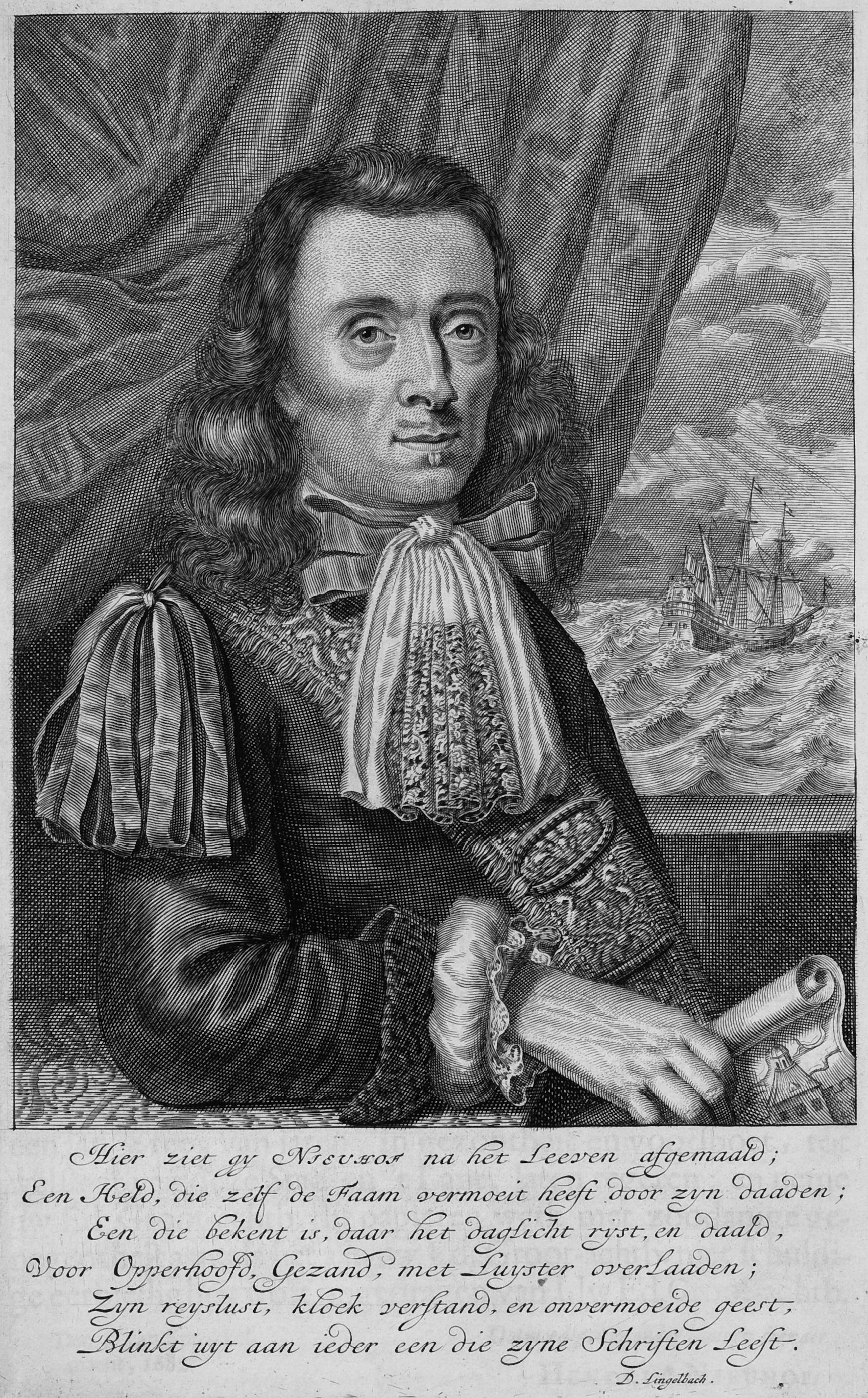
Joan Nieuhof

Johan Nieuhof bzw. Joan Nieuhoff (* 22. Juli 1618 in Uelsen; † 8. Oktober 1672 auf Madagaskar) war ein niederländischer Weltenbummler.   

## Nieuhof als Weltenbummler
Sein aus Zwolle stammender Vater Jan Nijhoff war Kaufmann und Bürgermeister der Gemeinde Uelsen in der Grafschaft Bentheim. Seine Mutter Egberta Piccardt war eine Schwester von Johan Picardt. Seit Nieuhof im Jahr 1640 als Fähnrich im Dienst der niederländischen West-Indischen Compagnie nach Brasilien ging, verbrachte er sein Leben außerhalb Europas. Er reiste im Dienst der Ost-Indischen Compagnie und als Privatmann nach Indien, Sri Lanka, China und Indonesien. Nur zweimal, in den Jahren 1658 und 1671, kehrte er zu kurzen Familienbesuchen in die Niederlande zurück.

## Nieuhof in Brasilien

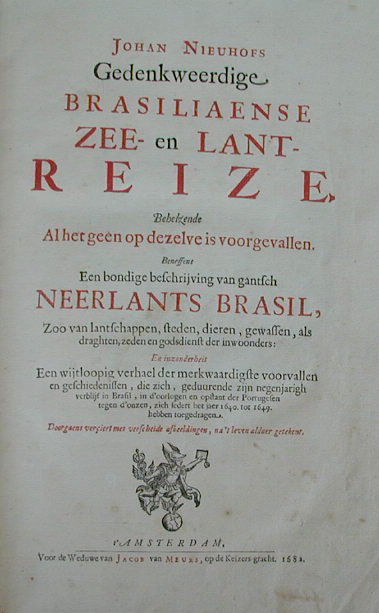
Titelblatt von Joan Nieuhofs Brasilienbeschreibung

Nieuhof hielt sich von 1640 bis 1649 in Brasilien auf. Es war die Zeit, als die Niederländische West-Indische Compagnie versuchte, den Portugiesen Handelsstützpunkte abzunehmen. Anders als in Indonesien gelang es den Portugiesen, Anfangserfolge der Niederländer wieder rückgängig zu machen und so Brasilien für sich alleine zu behalten.

## Nieuhof in China
Nieuhof lernte China als Mitglied einer niederländischen Delegation an den Kaiserhof von Peking kennen (1655–1657). Die lange Reise von Kanton nach Peking, zu Land und zu Wasser, ist Gegenstand des ersten Teils von Nieuhofs China-Bericht. Der zweite Teil von Nieuhofs China-Buch ist einer systematischen Beschreibung von „Land und Leuten“ sowie der Geschichte des Landes gewidmet. 
Nieuhofs China-Buch „Het Gezandtschap der Neêrlandtsche Oost-Indische Compagnie, aan den grooten Tartarischen Cham, den tegenwoordigen Keizer van China“ (deutsch: „Die Gesandtschaft der Niederländischen Ostindienkompanie an den großen Tartarischen Khan, den gegenwärtigen Kaiser von China“) war ein Bestseller, obwohl es aufgrund der zahlreichen Kupferstiche ziemlich teuer war. Wie enthusiastisch das Buch von der europäischen Leserschaft aufgenommen wurde, verdeutlichen die vielen Auflagen – fünf niederländische (1665, 1669, 1670, 1680 und 1693), drei deutsche (1666, 1669 und 1675), zwei englische (1669 und 1673), eine französische (1665) und eine lateinische (1668), sowie eine weitere niederländische (1666).

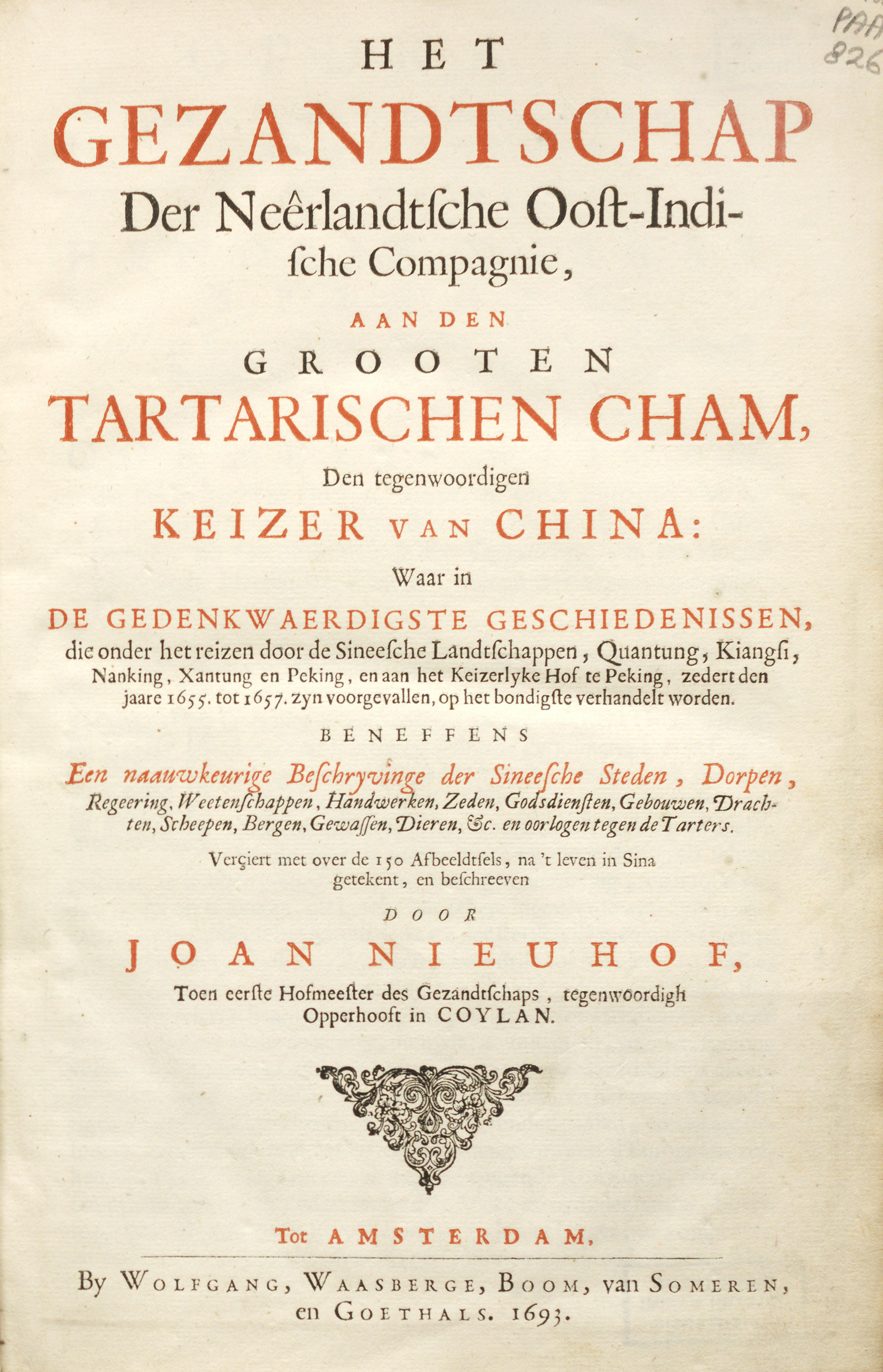
Titelblatt von Joan Nieuhofs Chinabeschreibung

Zwei Gründe mögen die damalige Beliebtheit des Buches erklären: Es gab die bis dahin umfassendste Darstellung Chinas, wobei es sowohl auf eigenen Beobachtungen Nieuhofs sowie den wichtigsten und jesuitischen Quellen der Zeit beruhte. Daneben vermittelten die 150 Kupferstiche dem europäischen Leser das bis dahin realistischste visuelle Bild von China.

## Nieuhof in Indien
Anfang der 1660er Jahre kam Nieuhof nach Indien. Er gehörte zu jener Streitmacht der Ostindischen Compagnie, die den Portugiesen eine ganze Reihe von Handelsstädten an der Südküste Indiens abnahm.
Von 1663 bis 1666 war er Direktor der Compagnie-Niederlassungen an der Malabar-Küste. Dann kam es jedoch zu Streitigkeiten mit dem General-Gouverneur in Batavia. Erst wurde Nieuhof nach Sri Lanka versetzt, 1667 schied er aus dem Dienst der Compagnie aus.
Nieuhofs Erlebnisse in Indien und Indonesien erschienen in einem eigenen Werk, das mit dem Werk über „West-Indien“ (Brasilien) in einen Band zusammengebunden wurde.  Als Quelle sind Nieuhofs Berichte über Indien und Indonesien umso wertvoller, da er viele der beschriebenen Gebiete aus eigener Anschauung kannte und in diesen Fällen nicht auf ältere Literatur zurückgreifen musste.
Johan Nieuhof lieferte eine der besten Beschreibungen des alten Batavia, wo er von 1667 bis 1670 als Privatmann lebte.
1672 ankerte das Schiff, auf dem er nach Batavia fuhr, vor Madagaskar. Zusammen mit einem Landungstrupp ging Nieuhof an Land, um nach Trinkwasser zu suchen, und blieb mit seinen Begleitern verschollen.
Aufgrund seiner Reiselust hatte Joan Nieuhof nie die Zeit, ein Buch zu schreiben. So wurden seine drei Werke auf Grundlage seiner Aufzeichnungen von seinem Bruder Hendrik ausgearbeitet und herausgegeben.
Diese 150 Stiche lagen am Ursprung der Chinoiserie. Künstler und Architekten wie Johann Bernhard Fischer von Erlach wurden von diesen Stichen inspiriert. Gefunden wurden die Stiche erst wieder 1984. Sie fanden sich in der Sammlung des Anthropologen Roland Bonaparte (1858–1924). Er hatte zum Thema  Madagaskar, aber auch über Lappland und die amerikanischen Indianer gesammelt.